# ماو کوین وو
ماو کوین وو (انگلیسی: Maw-Kuen Wu؛ زادهٔ ۶ دسامبر ۱۹۴۹) دانشمند در زمینه فیزیک اهل تایوان است.
وی همچنین برندهٔ جوایزی همچون جایزه کامستاک در فیزیک شده‌است.